# داريو أوكامبو
داريو أوكامبو (بالإسبانية: Darío Ocampo)‏ هو لاعب كرة قدم أرجنتيني في مركز الوسط، ولد في 21 يونيو 1986 في مدينة بوساداس، ميسيونيس في الأرجنتين. لعب مع أرجنتينوس جونيورز وروزاريو سنترال وفيليز سارسفيلد ونادي غواراني.

## وصلات خارجية
- داريو أوكامبو على موقع قاعدة بيانات كرة القدم.إي يو (الإنجليزية)
- داريو أوكامبو على موقع Soccerway.com (الإنجليزية)
- داريو أوكامبو على موقع AS.com (الإسبانية)